# Prêmio Dannie Heineman (Göttingen)
O Prêmio Dannie Heineman da Academia de Ciências de Göttingen é concedido bianualmente desde 1961 por publicações de excelência publicadas recentemente em uma nova área de pesquisa de interesse corrente. É concedido a jovens pesquisadores em ciências naturais ou matemática. O prêmio é denominado em memória de Dannie Heineman, engenheiro, empresário e filantropo belgo-estadunidense de ascendência alemã.

## Recipientes
- 1961 James Franck
- 1963 Edmund Hlawka
- 1965 Georg Wittig
- 1967 Martin Schwarzschild
- 1967 Har Khorana
- 1969 Brian Pippard
- 1971 Neil Bartlett
- 1973 Igor Shafarevich
- 1975 Philip Warren Anderson
- 1977 Albert Eschenmoser
- 1979 Phillip Griffiths
- 1981 Jacques Friedel
- 1983 Gerd Faltings
- 1986 Rudolf Kurt Thauer
- 1987 Karl Alexander Müller e Johannes Georg Bednorz
- 1989 Dieter Oesterhelt
- 1991 Jean-Pierre Demailly
- 1993 Richard Zare
- 1995 Don Eigler
- 1997 Regine Kahmann
- 1999 Wolfgang Ketterle
- 2001 Christopher Colin Cummins
- 2003 Michael Neuberger
- 2005 Richard Taylor
- 2007 Bertrand Halperin
- 2009 Gerald Joyce
- 2012 Krzysztof Matyjaszewski
- 2013 Emmanuel Candès
- 2015 Andrea Cavalleri
- 2018 André Gröschel
- 2019 Oscar Randal-Williams,[2] matemática